# Тамагочі

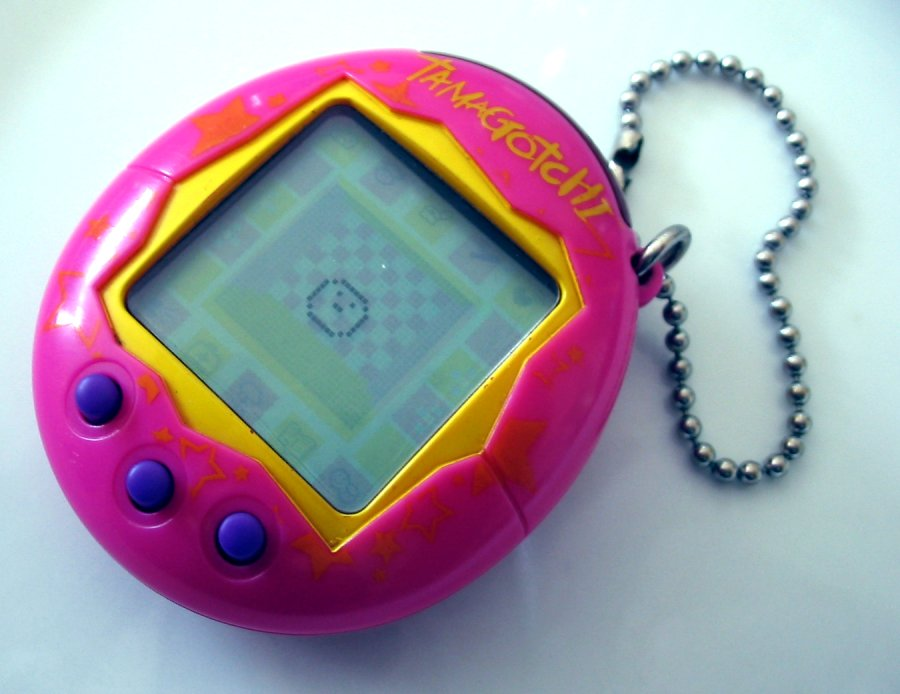
Тамагочі

Тамаго́чі — віртуальний домашній вихованець. Ідея належала компанії Bandai — третьому за величиною іграшковому гігантові планети.
Слово походить від яп. 卵 [тамаго] — «яйце» і складу ち [чі], який може означати відчуття близькості. Також можливо закінчення взято від яп. ウォッチ [уоччі] (від англ. watch — спостереження, нагляд) або яп. 友 达 [томодачі] — друг. Тому тамагочі може означати «друг-яйце».

## Історія
З'явилися тамагочі в 1996 році. Спочатку це була гра для портативної консолі Game Boy від Nintendo. Картридж був обладнаний EEPROM-пам'яттю, малопотужним процесором, динаміком і годинником. Фактично віртуальний вихованець жив сам по собі в цей час усередині картриджа. Поки господар витягнув його з консолі або просто не включав її якийсь час, вихованець міг встигнути обкакатися, захворіти або померти, про що сигналізував вбудований динамік. Само собою, щоб проявити необхідний догляд, потрібно мати при собі Game Boy для взаємодії з грою.
Пізніше був налагоджений випуск дешевих у виробництві окремих модулів, які самі по собі були самодостатньою грою. Саме таке рішення стало особливо популярним. Тільки в перші роки після появи і тільки офіційно відтворено понад сорок мільйонів «тамагочі».
Сенс гри полягає в інтерактивному спостереженні за життям вихованця, від вилуплення з яйця й до смерті. У перших версіях можна було грати тільки за одного вихованця, але в наступних версіях були додані багато істот: курча, кішка, собака, ведмежа, порося та інші.
Вихованця можна було годувати, грати з ним, стежити за здоров'ям, прибирати за ним, тобто електронна іграшка практично заміняла дану істоту, звідси така прихильність дітей до «електронного друга».
Існують варіанти з трьома, чотирма, п'ятьма і сімома кнопками управління, хоча оригінальним вважається управління трьома кнопками.
Початковий варіант гри не передбачав можливості почати гру заново, тому смерть електронного вихованця переживалася особливо сильно. У Японії були зафіксовані випадки самогубства підлітків, які не зуміли пережити смерть тамагочі. З цього моменту всі наступні ігри обов'язково мали клавішу скидання ігри, натиснути яку можна було тільки шпилькою.

## Tamagochi ID
У листопаді 2009 року компанія виробник Bandai відродила іграшку, випустивши нову модель — Tamagochi ID. Tamagochi ID оснащений кольоровим рідкокристалічним дисплеєм і інфрачервоним портом для зв'язку з мобільним телефоном. Це дає можливість завантажувати в тамагочі ігри і купувати в онлайн-магазинах все необхідне для свого вихованця .